# Caecilia Metella (Mutter des Lucullus)
Caecilia Metella war die Tochter des Konsuls von 142 v. Chr., Lucius Caecilius Metellus Calvus aus dem altrömischen Plebejergeschlecht der Caecilier. 
Ihre Brüder waren die Konsuln von 119 und 109 v. Chr., Lucius Caecilius Metellus Delmaticus und Quintus Caecilius Metellus Numidicus. Sie wurde etwa 119 v. Chr. die Gemahlin des Lucius Licinius Lucullus, der 104 v. Chr. als Praetor urbanus amtierte. Aus der Ehe gingen zwei Söhne hervor: der bekannte römische Feldherr Lucius Licinius Lucullus, der 74 v. Chr. das Konsulat ausübte, sowie Marcus Terentius Varro Lucullus, der das höchste Staatsamt ein Jahr später bekleidete. Sie stand in dem Ruf, gemäß den römischen Vorstellungen von angemessener Weiblichkeit eine „unmoralische“ Frau zu sein.